# Lócsér

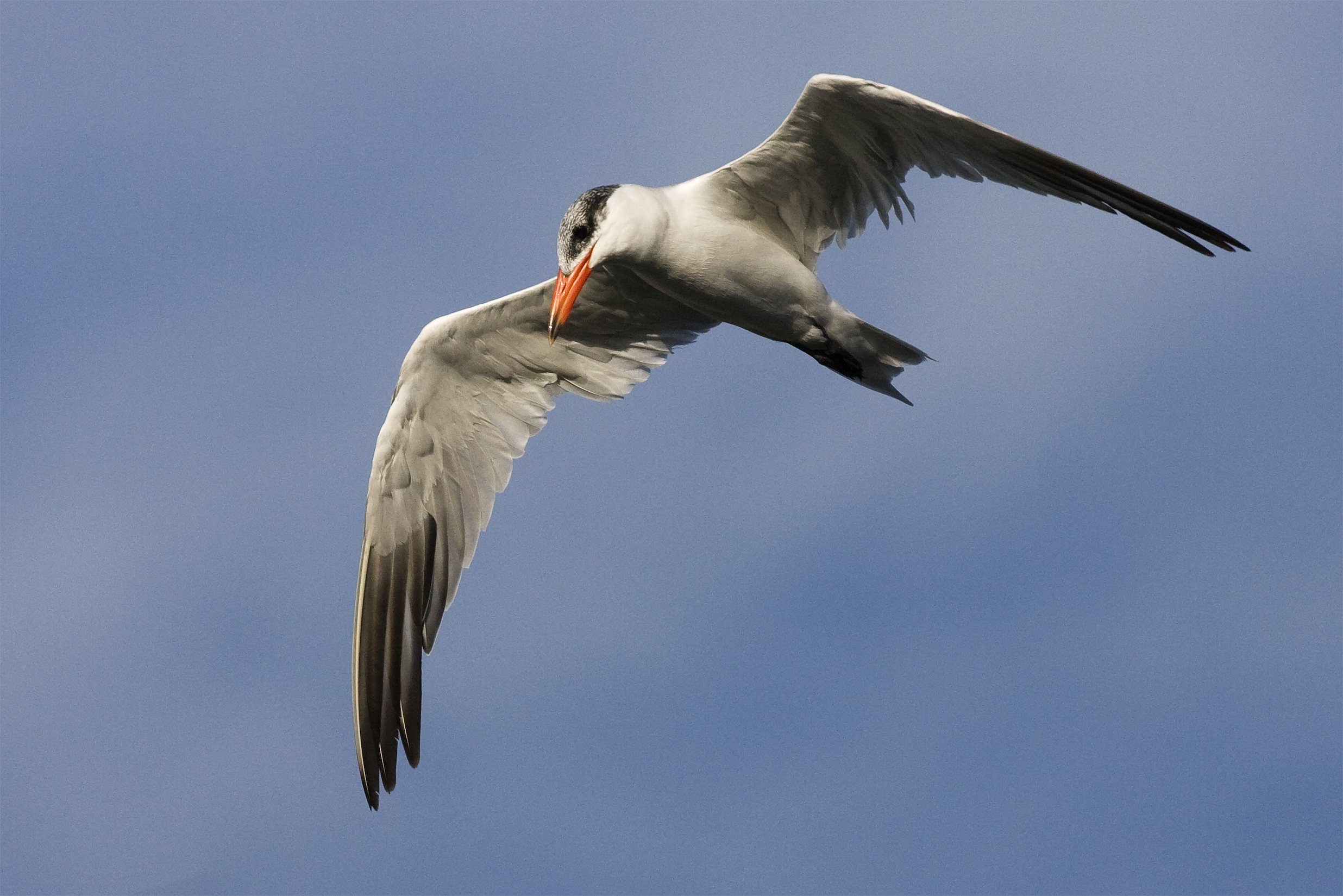

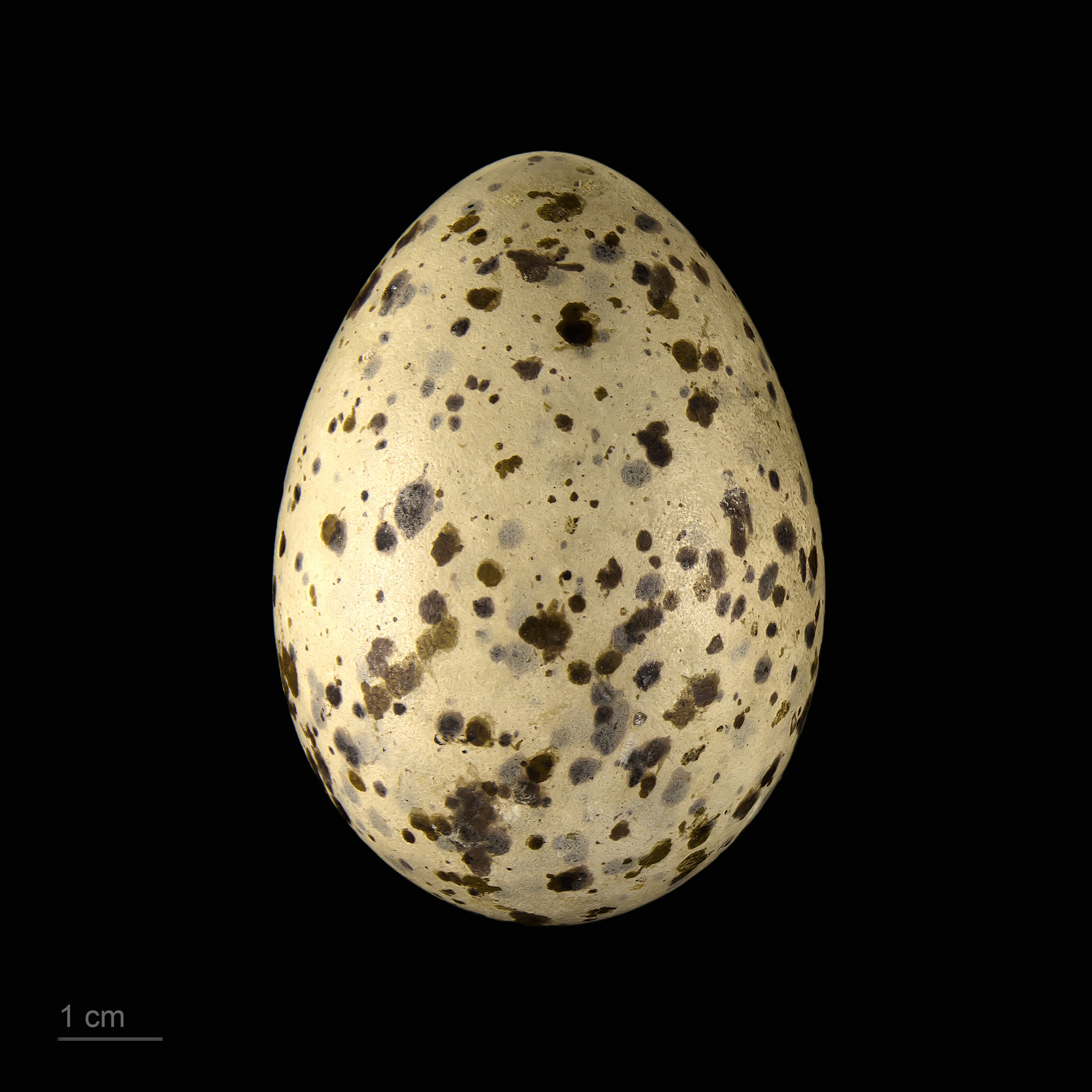
Hydroprogne caspia

A lócsér (Hydroprogne caspia vagy Sterna caspia) a madarak osztályának a lilealakúak (Charadriiformes) rendjébe, ezen belül a csérfélék (Sternidae) családjába tartozó Hydroprogne nem egyetlen  faja.
Egyes rendszerezések a Sterna nemhez sorolják, Sterna caspia néven.

## Elterjedése
Mind az öt kontinensen honos, elsősorban a partvidékeken.

## Megjelenése
Testhossza 47–54 centiméter, szárnyfesztávolsága 130–145 centiméter, testtömege pedig 500–750 gramm. Feje és tarkója fekete, tollazata kékesszürke és fehér.

## Életmódja
6-8 méteres magasból figyeli vizet és onnan csap le  a halakból álló táplálékára, de megeszi a rovarokat, valamint a gerincteleneket is.

## Szaporodása
Fészkét kisebb-nagyobb telepekben, nyílt, köves, homokos, esetleg kevés alacsony növényzettel benőtt területekre  építi. A fészakalja 2-3  tojásból áll, melyen mindkét szülő, felváltva 20-22 napig kotlik. A fiókák 30-35 nap után válnak önállóvá, de még a vonulási területen is etetik öket.

## Kárpát-medencei előfordulása
Vonulása idején fordul elő Magyarországon, rendszeres vendég, a legtöbb megfigyelés a Duna-Tisza közén, illetve halastavaknál fordult elő.